# Paratropis seminermis
Paratropis seminermis is een spinnensoort uit de familie Paratropididae. De soort komt voor in Venezuela.